# Хунін (округ)
Округ Хуні́н (ісп. Junín) — адміністративно-територіальна одиниця 2-ого рівня у провінції Буенос-Айрес в центральній Аргентині. Адміністративний центр округу — Хунін (ісп. Junín).
Населення округу становить 90305 осіб (2010). Площа — 2263 кв. км.

## Історія
Округ заснований у 1854 році.

## Населення
У 2010 році населення становило 90305 осіб. З них чоловіків — 131291, жінок — 134690.

## Політика
Округ належить до 4-ого виборчого сектору провінції Буенос-Айрес.